# 加州之王
《加州之王》（英語：King of California）是一部2007年上映的美国喜剧电影，是美国导演Mike Cahill首次执导的电影。 电影于2007年1月24日在圣丹斯电影节上放映。2007年9月14日在北美地区有限上映。